# T-antenna

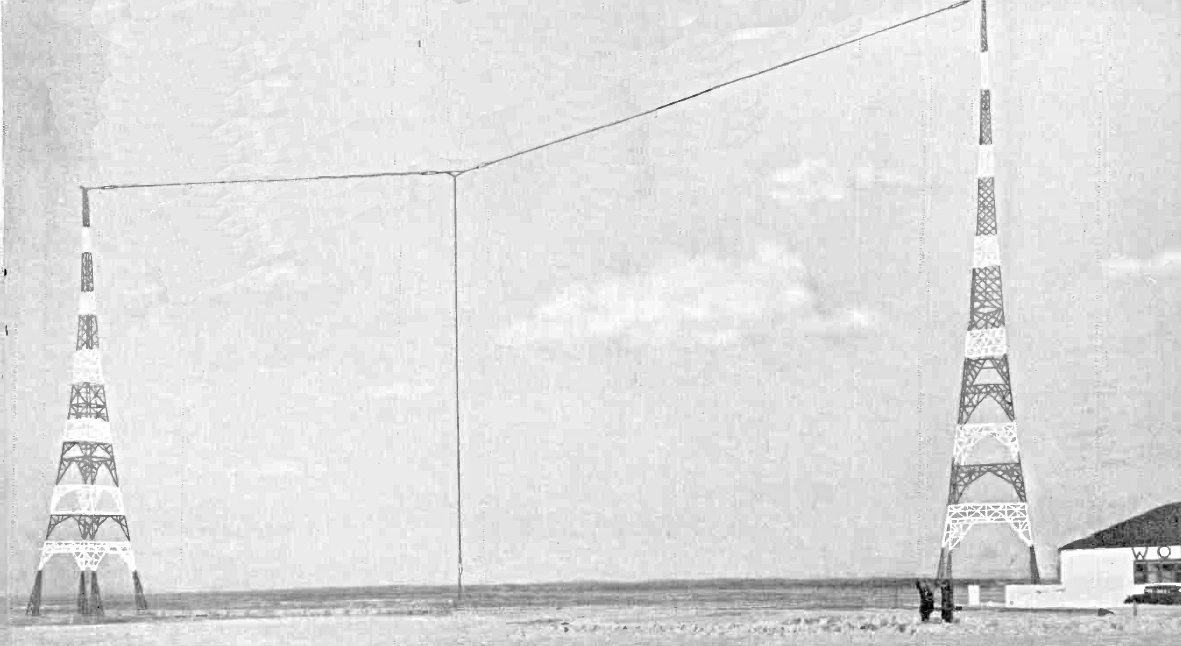
T antenna

A T-antenna, egy olyan monopól antenna, amely egy vagy több vízszintes vezetékből áll, amelyeket két árbóc között vannak kifeszítve, és a végeik szigetelve vannak azoktól. Egy függőleges vezeték csatlakozik a vízszintes vezetékek közepeihez, és a talaj közelében ez a függőleges vezeték van a tápvonalhoz csatlakoztatva.
Az antenna alakja a „T” betűre hasonlít, innen ered a neve is. Az adó teljesítményét, vagy a vevőt a függőleges vezeték alja és egy földelő csatlakozás közé vezetik.
A T alakú antenna egy kis nyereségű körsugárzó antenna, amely minden azimutális irányban azonos rádióteljesítményt sugároz.

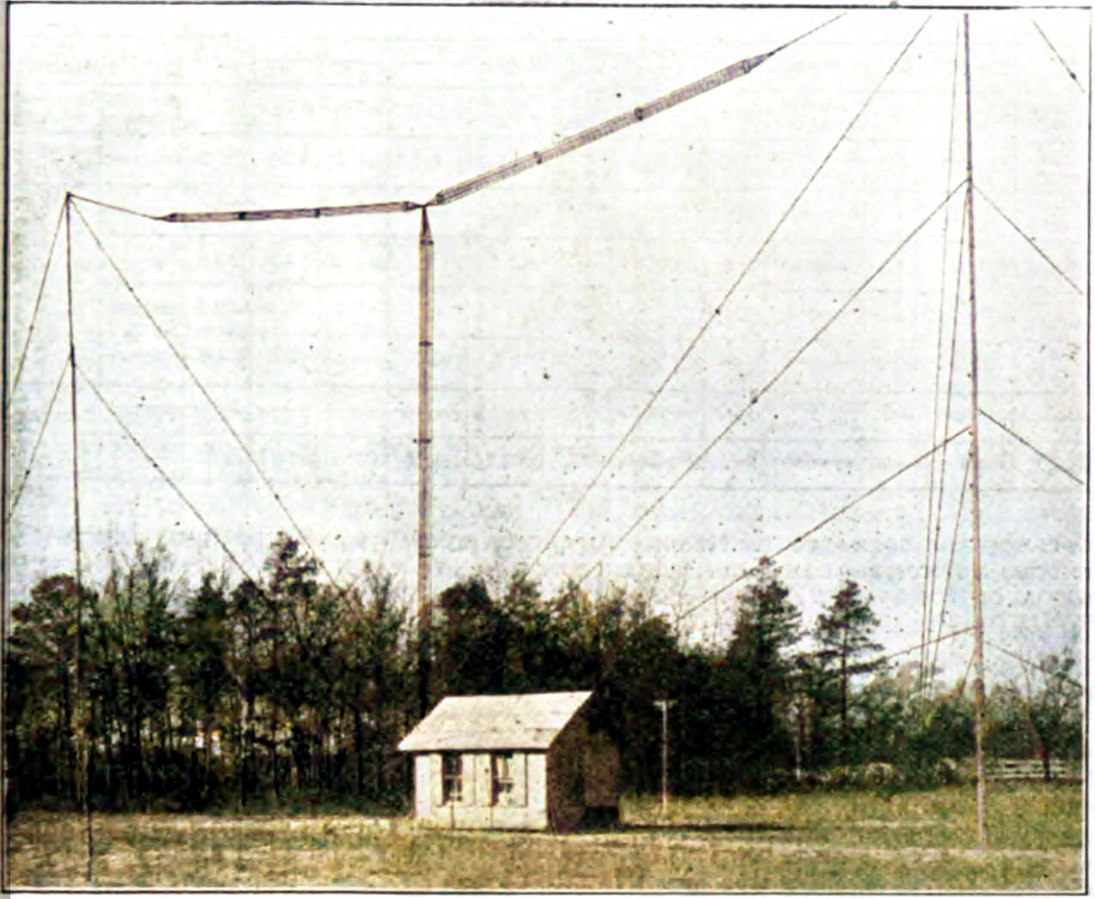
Egy 18 méter magas, 27 méter hosszú amatőr építésű T-antenna, amelyet 1922-ben építettek, és a New York állambeli Riverheadben található Historic Radio Engineers Club tulajdonában van. A vezető hat vezetékből álló 'ketrecből' áll, amelyeket szigetelők tartanak egymástól távol. Ez az antenna 1,5 MHz-en, 440 W teljesítménnyel ért el transzatlanti összeköttetéseket.

Ezt az antennát a rádiózás első évtizedeiben, a vezeték nélküli távíró korszakában találták fel, 1920 előtt.
A T-antenna legfontosabb előnye, hogy nem szükséges λ/4 magasságú antennaoszlopot építeni, mivel a vízszintes rész megfelelő hosszúságúra történő méretezésével az antenna rezonanciára hangolható. Ez a tulajdonság nagyon hasznos a többszáz métereses, kilométeres hullámokon megvalósított alkalmazásokban. Természetesen az antenna hatásfoka a magasság csökkentésével egyre romlik. 

## Felépítése és működése
A T-antenna 4 fő részből áll:

A T-antenna felépítése

- Tartóoszlopok: a vízszintes rész kifeszítésére szolgál. A sugárzásban nem vesz részt. A tartóoszlopok megválasztásánál a mechanikai stabilitás a fő szempont.
- Vízszintes rész: tetőkapacitásként viselkedik. A talaj felszíne és a vízszintes vezető felülete között fellépő szórt kapacitás adja az antenna kapacitív tényezőjének jelentős részét.
- Függőleges rész: Maga a sugárzó. Az antennaáram jelentős része a függőleges részben folyik.
- Földelés

A T tetején átívelő vízszintes vezeték bal és jobb szakasza egyenlő, de ellentétes irányú áramot szállít. Ezért az antennától távol az egyes vezetékek által kisugárzott rádióhullámok 180°-os fáziseltolódásban vannak a másik vezeték hullámaival, és kioltják egymást, így a vízszintes vezetékek  semmilyen rádióteljesítményt nem sugároznak.
A sugárzás helyett a vízszintes vezetékek növelik az antenna tetején lévő kapacitást. A függőleges vezetékben nagyobb áramra van szükség a hozzáadott kapacitás feltöltéséhez és kisütéséhez az oszcillációs ciklus alatt.  A függőleges vezetékben megnövekedett áramok hatékonyan növelik az antenna sugárzási ellenállását, és így a kisugárzott rádiófrekvenciás teljesítményt.

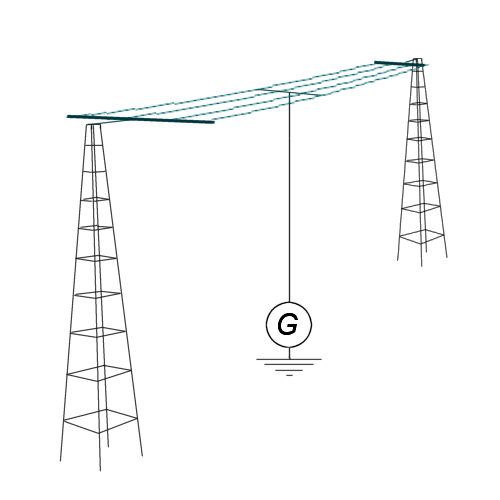
T-Antenna: monopólus, elektromosan meghosszabbítva tetőkapacitással (kék). "T-antenna". Vázlatos rajz.

A tetőkapacitás a hozzáadott vezetékek számával növekszik, ezért gyakran több párhuzamos vízszintes vezetéket használnak, amelyeket középen kötnek össze a függőleges vezetővel. Mivel minden vezeték elektromos mezeje hatással van a szomszédos vezetékek mezejére, az egyes hozzáadott vezetékekből származó többletkapacitás csökken.
A T-antenna méretezéséhez az alábbi ábra az irányadó:
- k - rövidülési tényező

{\displaystyle h=A}
Rezonanciára méretezett antenna esetén a sugárzási ellenállás:
{\displaystyle R_{R}\approx 5\left({\frac {\,4\pi \,h\,}{\lambda }}\right)^{2}\ }
I0  antennaáram betáplálása esetén a kisugárzott teljesítmény:
{\displaystyle P=R_{R}I_{0}^{2}\approx 5\left({\frac {\,4\pi \,h\,I_{0}\,}{\lambda }}\right)^{2}}
ahol:
- P - kisugárzott teljesítmény
- RR - sugárzási ellenállás
- λ - üzemi hullámhossz
- I0 - áramerősség az antenna talppontján
- h - az antenna magassága

## Felhasználása
A T-antennát jellemzően a VLF, LF, MF és a rövidhullám alsó részén (10 MHz alatt) használják. Széles körben használják adóantennaként amatőr rádióállomásoknál, valamint hosszúhullámú és középhullámú műsorszóró állomásoknál.
A 20. század elején a „T” antennákat hajókon is alkalmazták, mivel az árbocok közé lehetett őket akasztani. Ilyen volt RMS Titanic antennája, amely a vészjelzést sugározta az 1912-es elsüllyedésekor. Ez egy többvezetékes „T” antenna volt, egy 50 méteres függőleges és négy 120 méteres vízszintes vezetékkel.
Az első rádióval felszerelt autómobilt  a Scotland Yard  használta 1924-ben. Vákuumcsöves rádióadóval és -vevővel rendelkezett, hátul pedig egy rádiós kezelő ült, így kapcsolatot tudtak tartani a bűnügyi helyszíneken lévők a parancsnoksággal. A tetején lévő T-alakú drótantenna lehajtható volt, hogy alacsony hidak alatt is át lehessen haladni.
Néhány nevezetes, ma is haználatban lévő T-antenna:
| Megnevezés                               | Ország             | Hely        | Üzemi frekvencia (kHz) | A tartóoszlopok magassága (m) | Tartóoszlopok közötti távolság (m) | Megjegyzés                                                 |
| ---------------------------------------- | ------------------ | ----------- | ---------------------- | ----------------------------- | ---------------------------------- | ---------------------------------------------------------- |
| A brassó–botfalui hosszúhullámú rádióadó | Románia            | Botfalu     | 153                    | 250                           | 287                                | Földtől szigetelt tartóoszlopok                            |
| BBC Droitwich-i adóantennája             | Egyesült Királyság | Droitwich   | 198                    | 213                           | 213                                | Földtől szigetelt tartóoszlopok                            |
| Mainflingen-i adó antennája              | Németország        | Mainflingen | 122,8                  | 200                           | 350                                | Eredetileg a földtől szigetelt, most földelt tartóoszlopok |
| Athlone-i adó antennája                  | Írország           | Athlone     | 612                    | 100                           | 232                                | Földtől szigetelt tartóoszlopok                            |
| DDH47                                    | Németország        | Pinneberg   | 147,3                  | 99                            | 250                                | Földelt tartóoszlopok                                      |